# Sollentuna (stacja kolejowa)
Sollentuna – stacja kolejowa w Sollentuna, w dzielnicy Tureberg, w regionie Sztokholm, w Szwecji. Znajduje się 13,2 km na północ od Stockholms centralstation wraz z odgałęzieniem do Märsta na Ostkustbanan (dawniej część Norra stambanan). Stacja posiada jeden peron wyspowy i dwie sale biletowe. Dziennie obsługuje około 9200 pasażerów.

## Historia
Stacja została otwarta w 1869 roku pod nazwą Tureberg. Aby podkreślić wagę stację jako centrum gminy Sollentuna (na której terenie znajdują się jeszcze 4 inne stacje) zmieniono nazwę na Sollentuna w 1968. W 1995 została dobudowana druga para torów kolejowych.

## Galeria

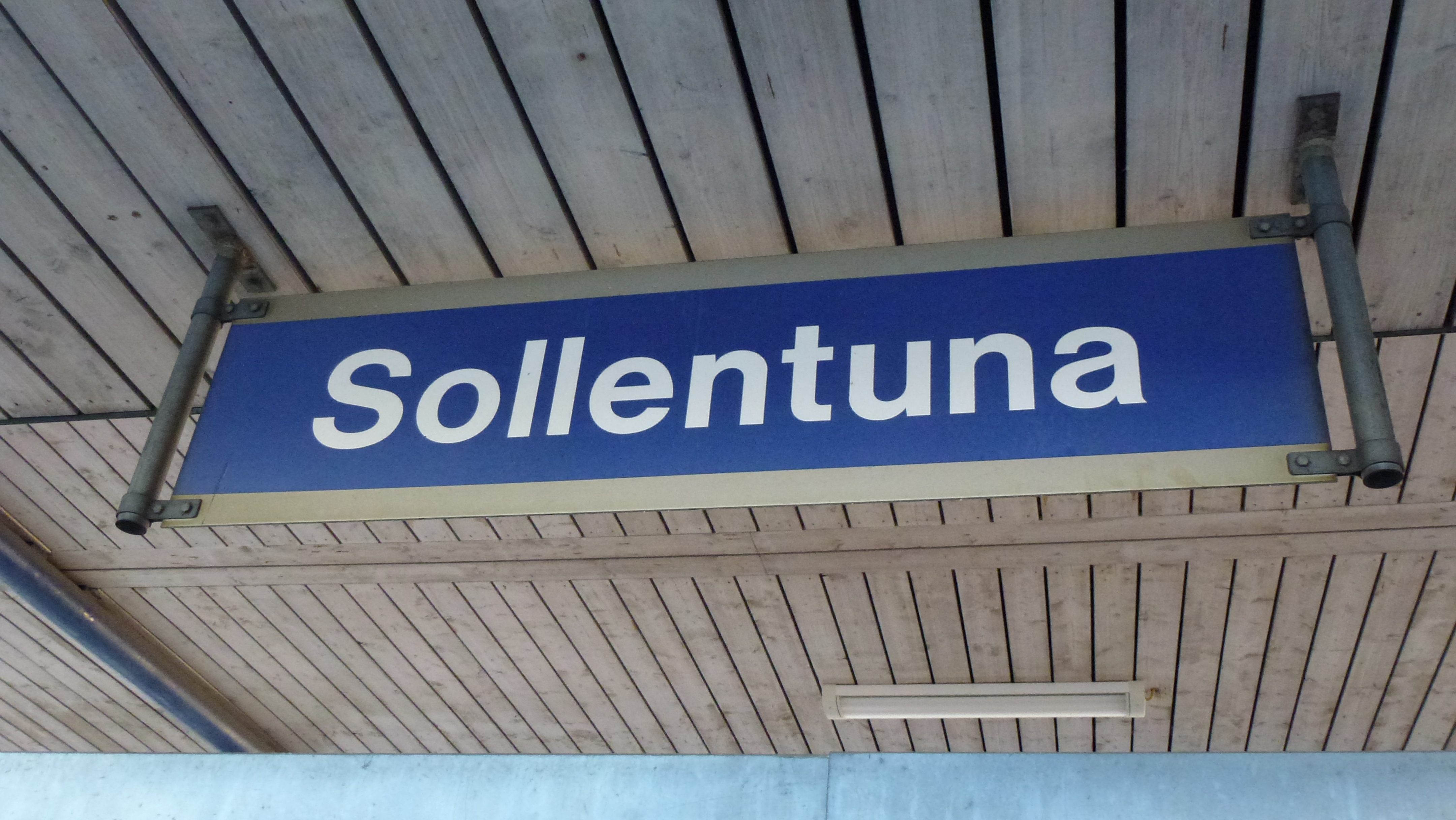
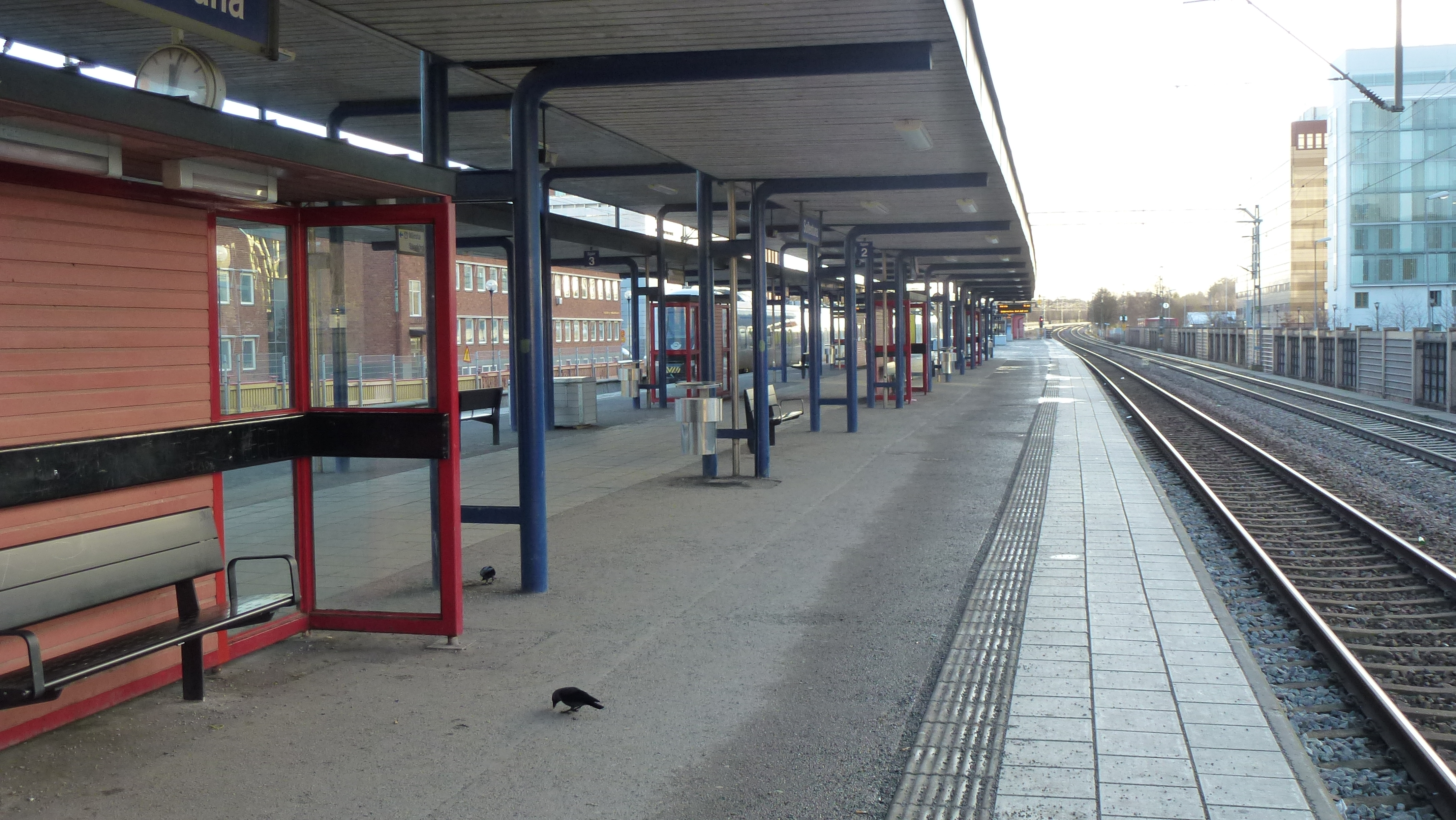
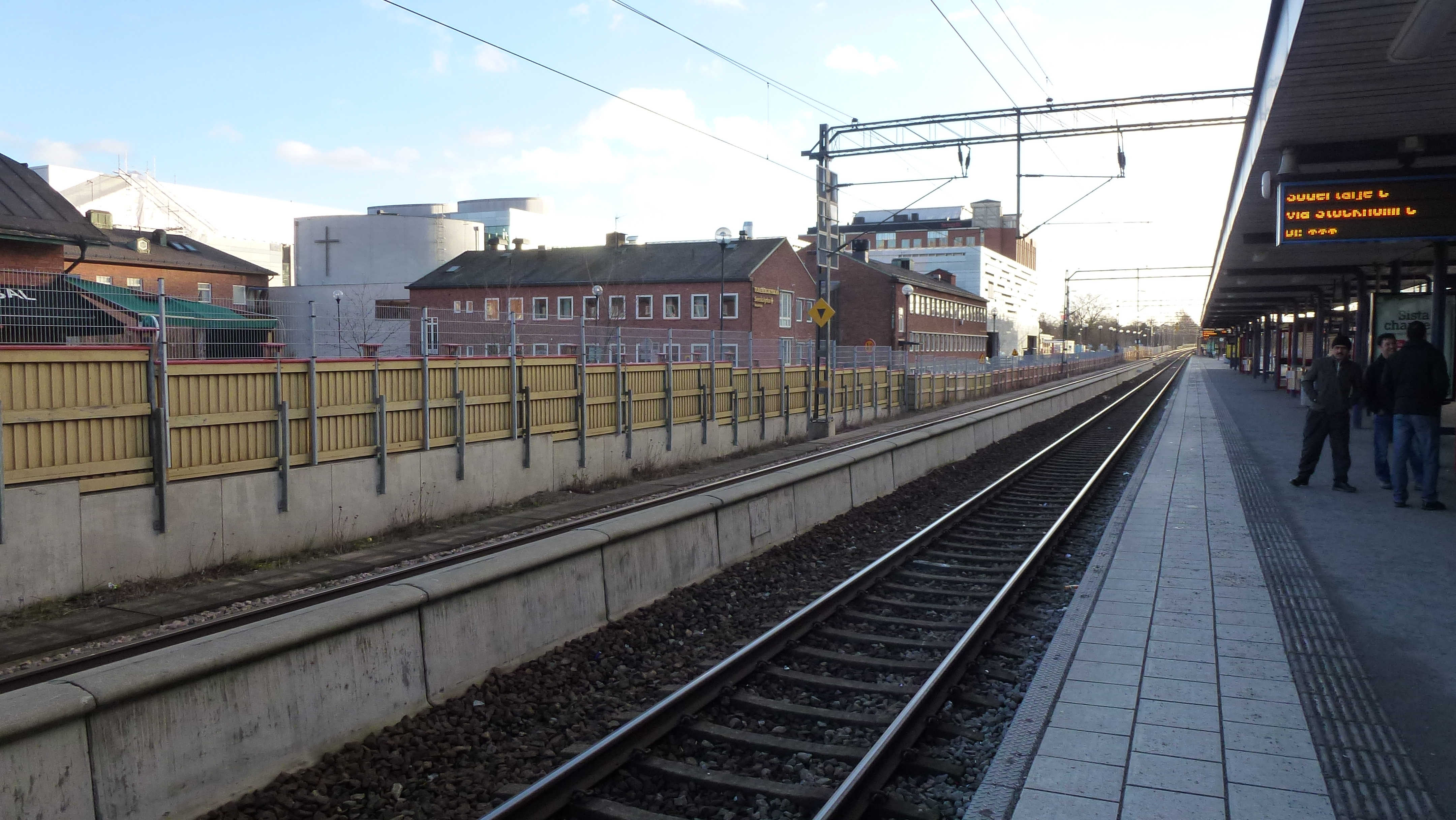
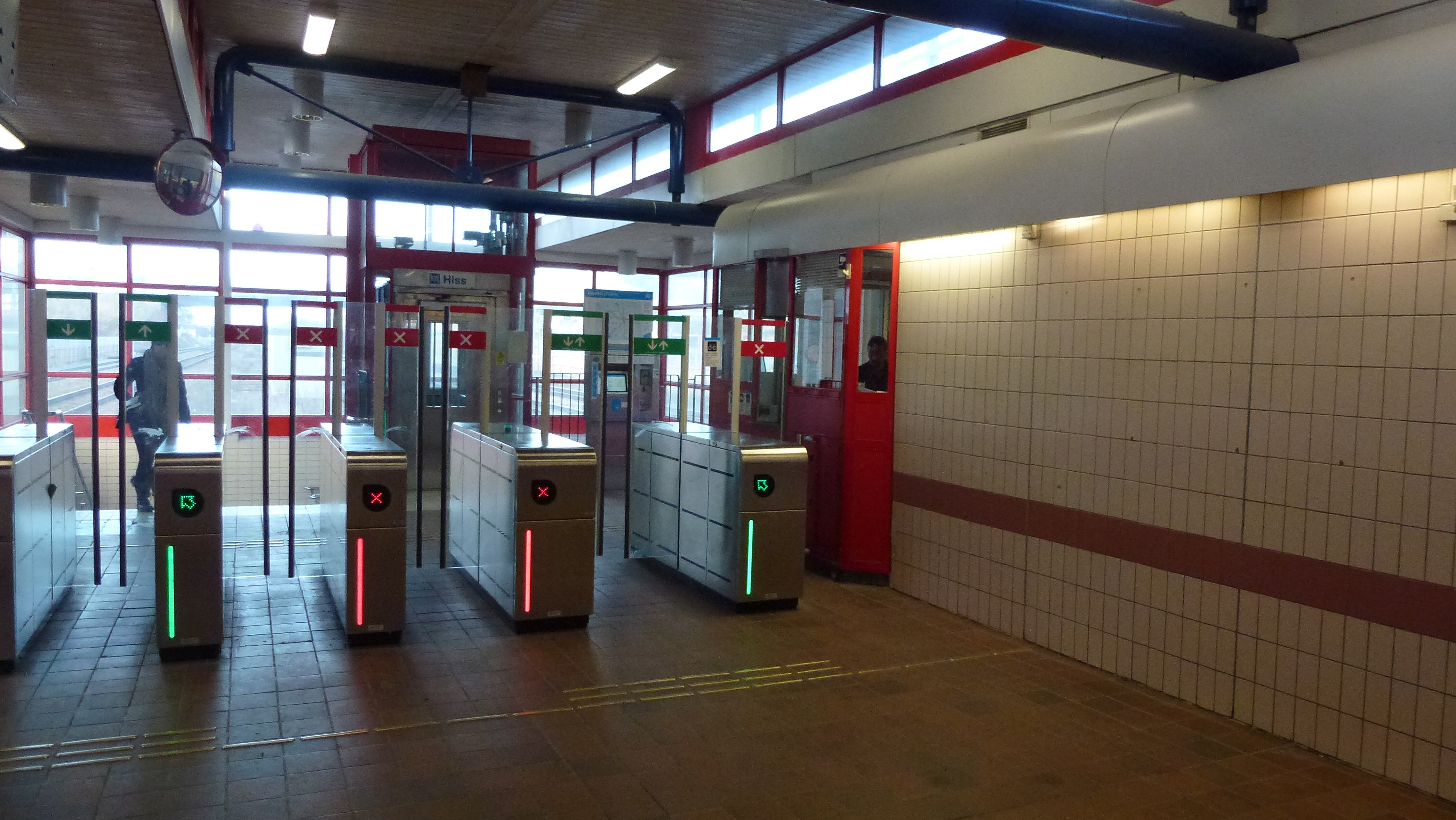
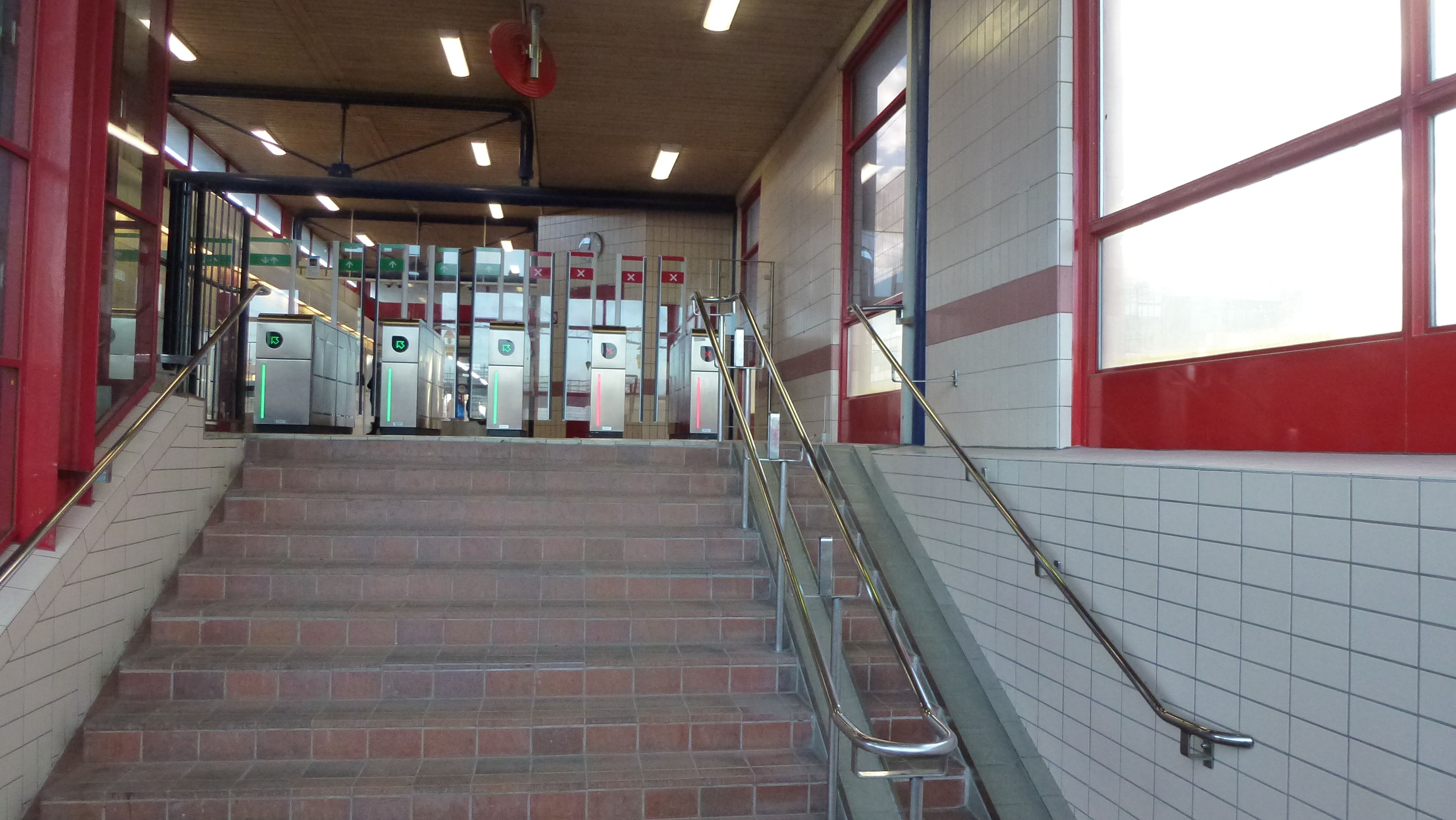
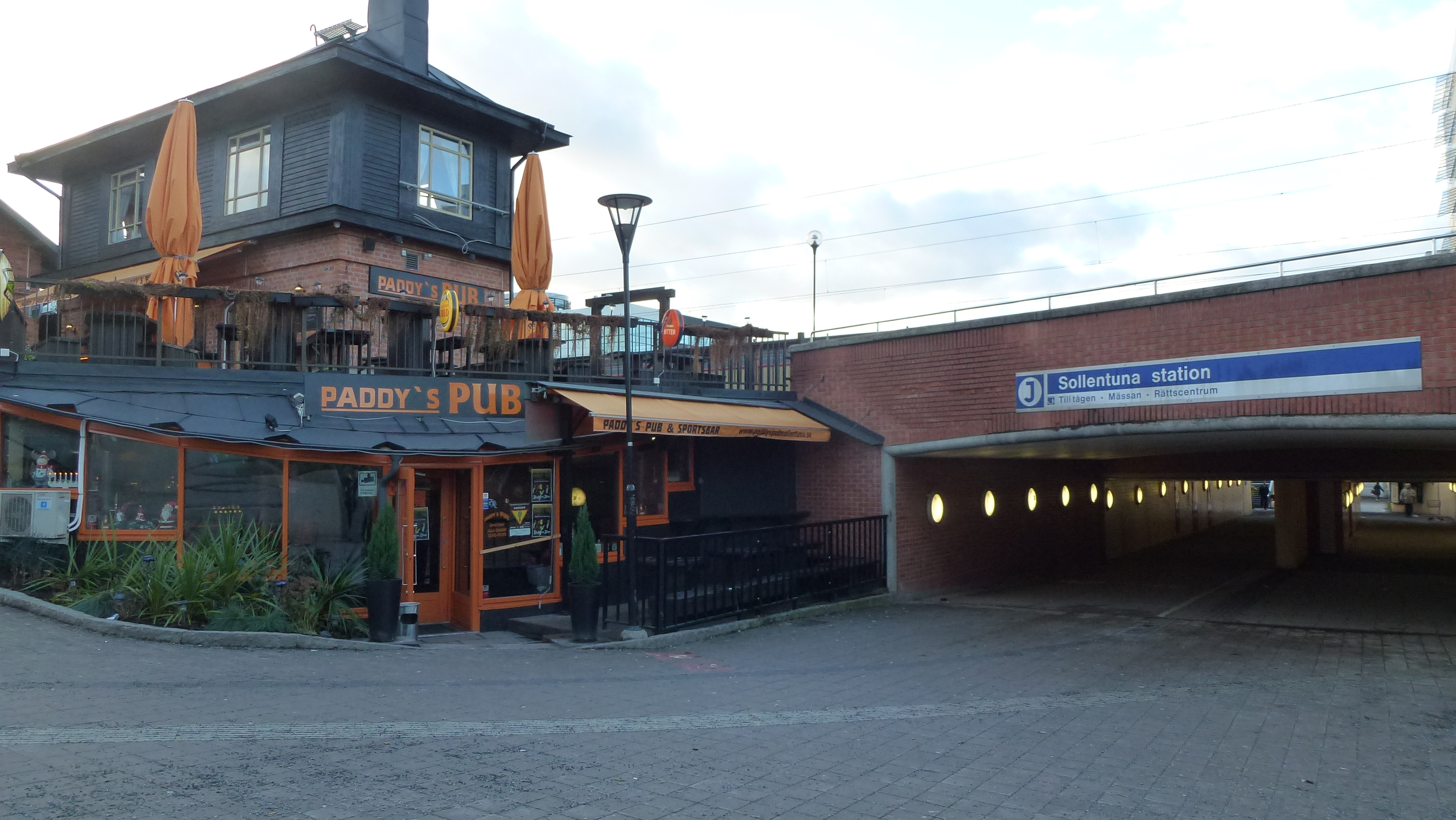
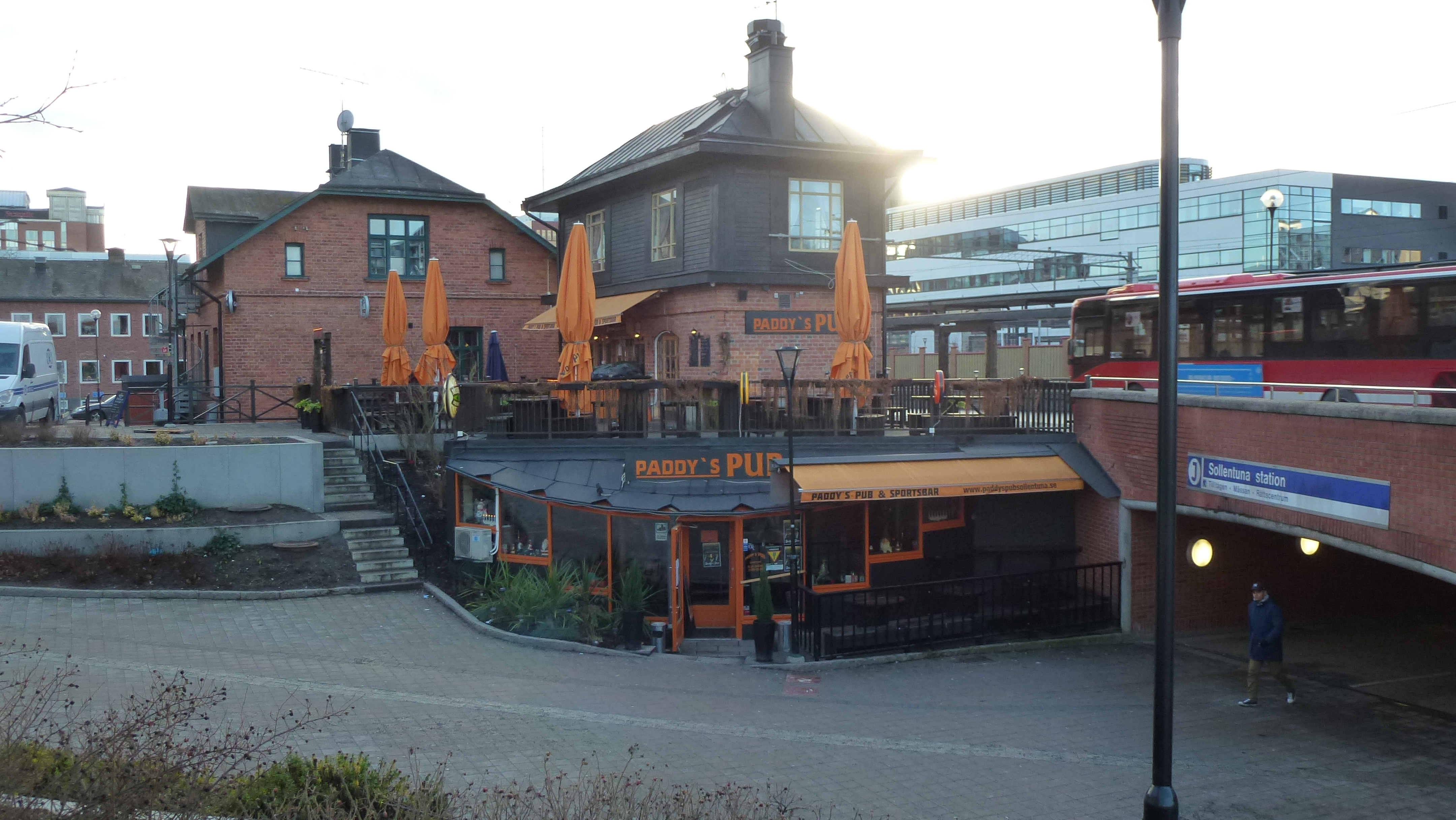
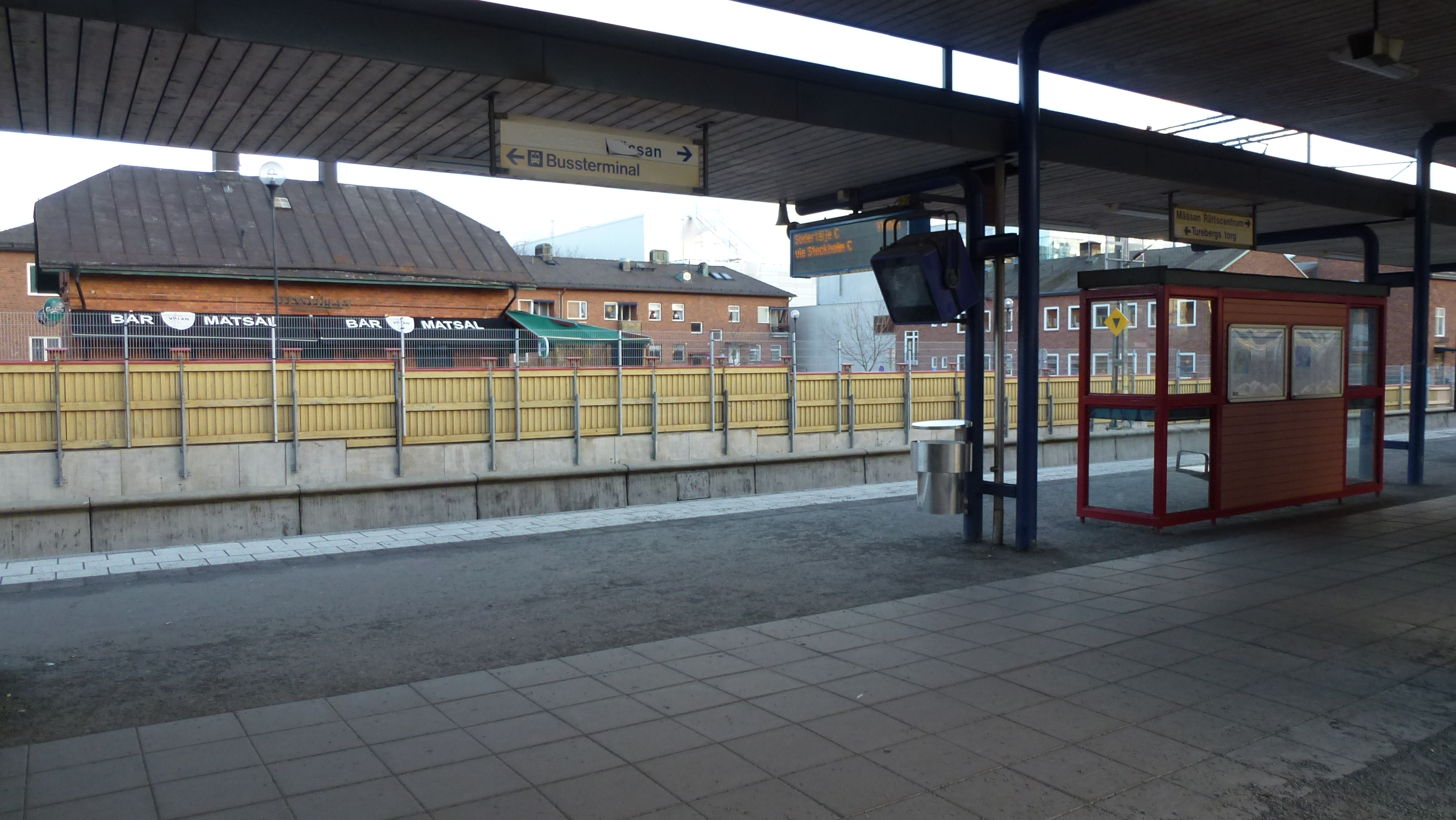
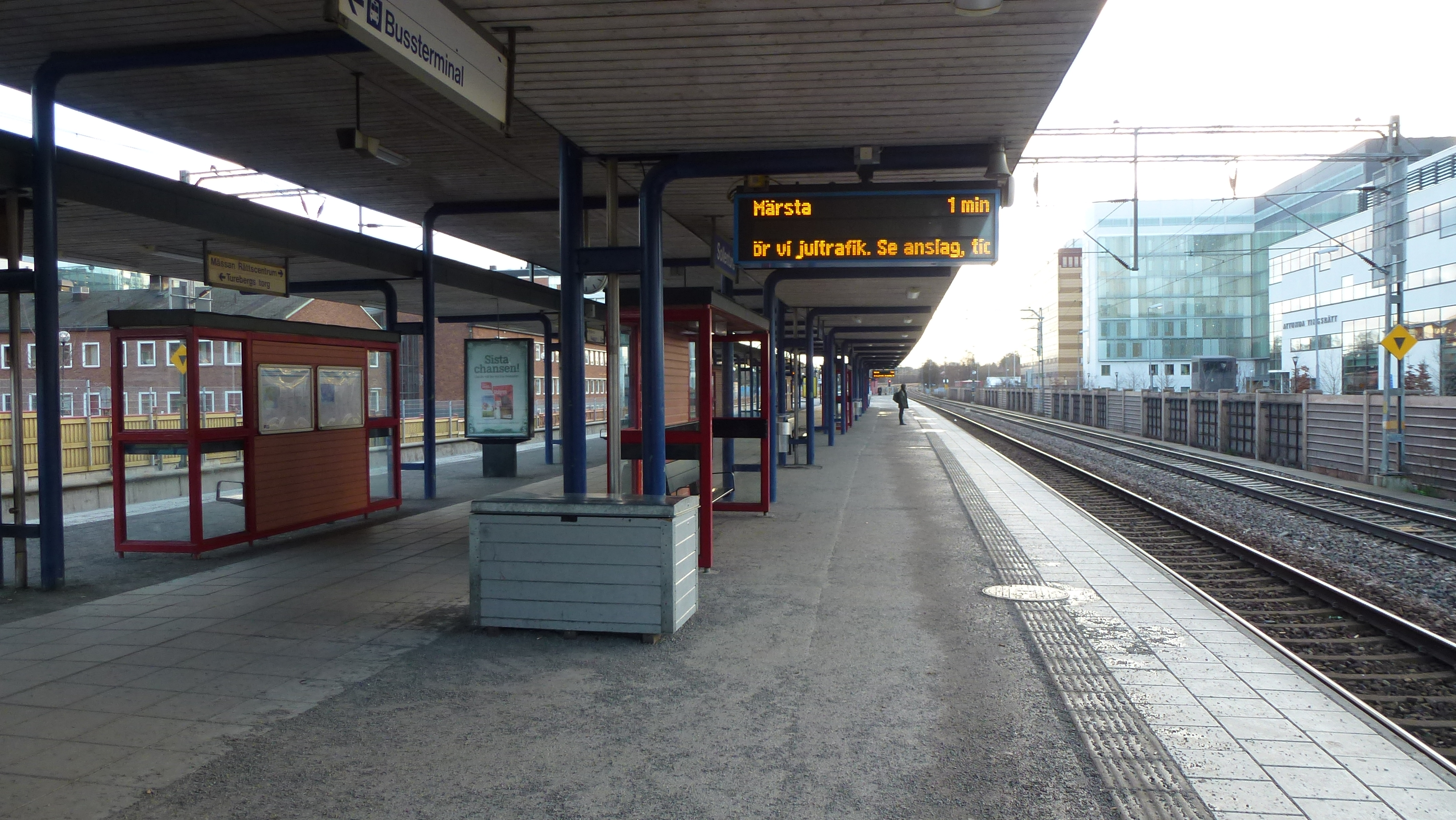
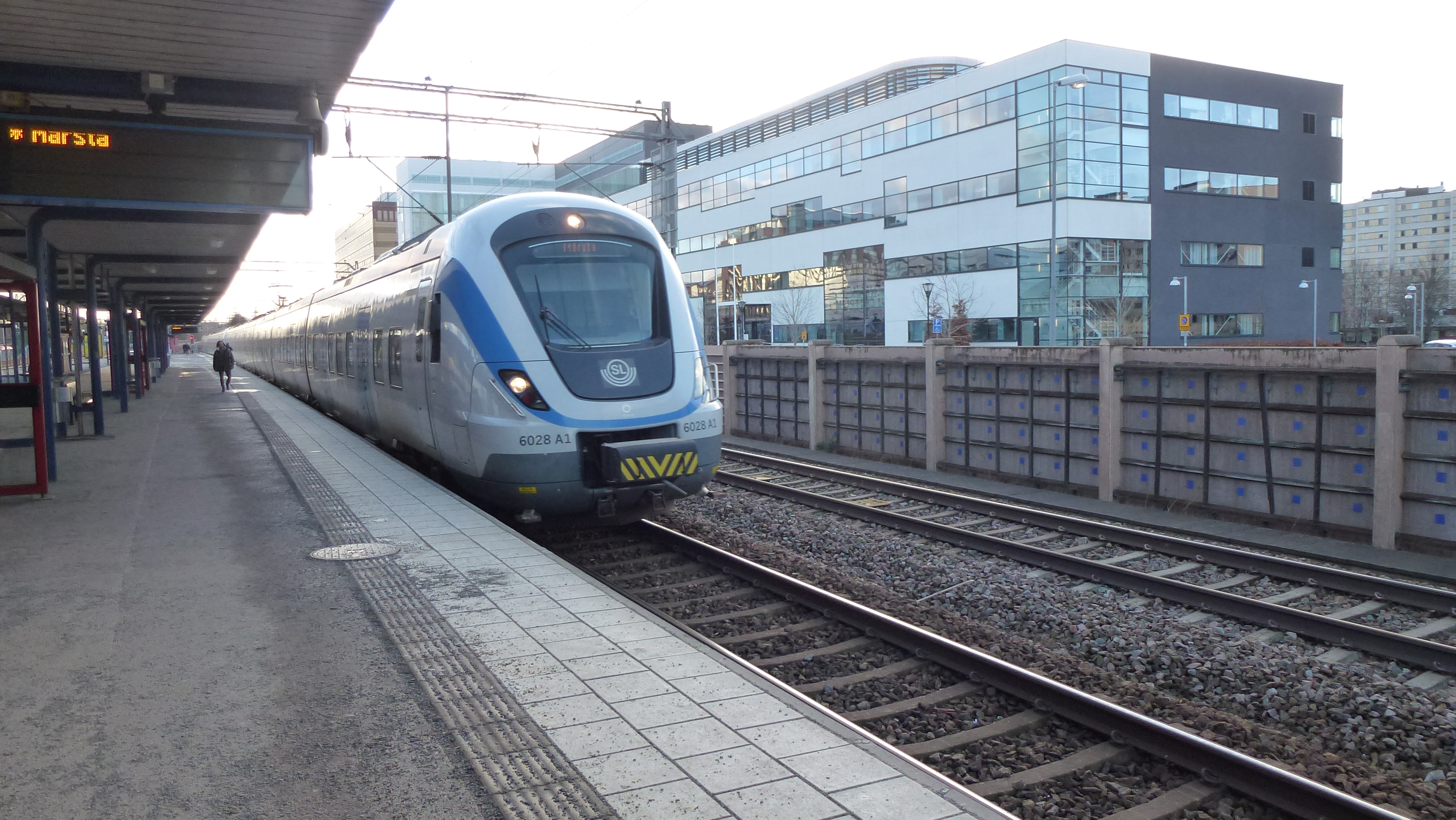

## Linie kolejowe
- Ostkustbanan